# Packard (Schriftart)

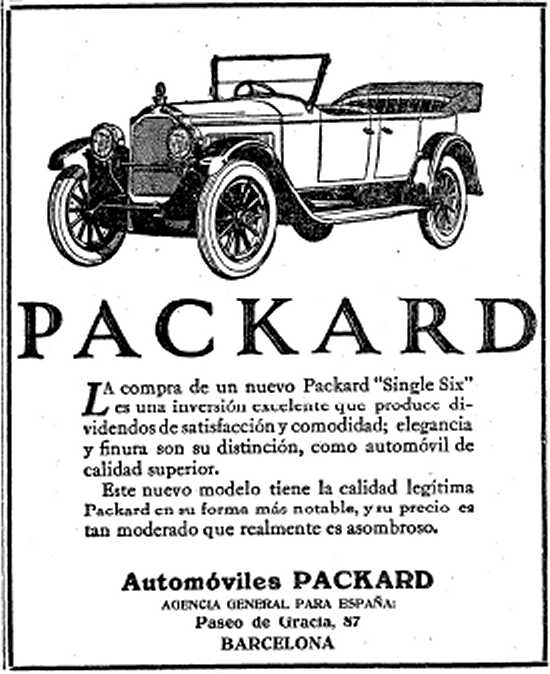
Spanische Anzeige für den Packard Single Six, gesetzt in Packard-Type

Packard und Packard Bold sind zwei von Oswald Cooper gestaltete Schriftarten. Sie wurden eigens für den US-amerikanischen Automobilhersteller Packard Motor Car Company in Detroit, Michigan entwickelt.
Packard und Packard Bold wurden in den Publikationen und in der Hauszeitung The Packard der Firma eingesetzt.

## Entstehung und Anwendung
Oswald Cooper hat die beiden Schriftarten 1913 entwickelt. Sie wurde über einen unbekannten Zeitraum für die Publikationen der Packard Motor Car Company, in der Hauszeitung The Packard und später im Organ des Marken-Clubs Packard Automobile Classics, The Packard Cormorant, verwendet. Letzteres ist die einzige bekannte aktuelle Verwendung.